# Ned Kelly – A törvényen kívüli
Ned Kelly – A törvényen kívüli (Ned Kelly) Gregor Jordan 2003-ban bemutatott western drámája. A forgatókönyv Our Sunshine (angolul) című novella alapján készült amit Robert Drewe ausztrál író írt. Ned Kellyt, az ír banditát Heath Ledger alakítja. Ausztráliában játszódik, az 1800-as évek vége fele.

## Történet
Ned egy ír bevándorló, aki tisztességes úton szeretné megszerezni a napi kenyerét, de a helyi rendőrök ezt nem hagyják és ellopják Nedék lovait. Kelly és bandája a rendőrök után mennek, hogy visszaszerezzék a lovaikat. Sikerrel járnak, azonban a rendőrök körözést adnak ki ellenük. A csapatnak bujkálnia kell, mert megöltek három rendőrt. Angliából küldenek a helyieknek egy felügyelőt, akit Francis Harenek (Geoffrey Rush) hívnak. Végül a felügyelőnek sikerül elkapnia a bandát és börtönbe zárni őket. Ned Kelly 1880. november 11-én halt meg.

## Szereplők
| Szereplő              | Színész          | Magyar hang     |
| --------------------- | ---------------- | --------------- |
| Ned Kelly             | Heath Ledger     | Viczián Ottó    |
| Joe Byrne             | Orlando Bloom    | Hevér Gábor     |
| Francis Harenek       | Geoffrey Rush    | Varga Tamás     |
| Julia Cook            | Naomi Watts      | Urbán Andrea    |
| Aaron Sherritt        | Joel Edgerton    | Papp Dániel     |
| Daniel Kelly          | Laurence Kinlan  | Welker Gábor    |
| Steve Hart            | Philip Barantini | Pálmai Szabolcs |
| Kate Kelly            | Kerry Condon     | Orosz Anna      |
| Augusto Oliveras      | Miguel Sandoval  | Orosz István    |
| Ellen Kelly           | Kris McQuade     | Tóth Judit      |
| Grace Kelly           | Emily Browning   | Tamási Nikolett |
| Constable Fitzpatrick | Kiri Paramore    | Megyeri János   |
| Susan Scott           | Rachel Griffiths | Csampisz Ildikó |
| Robert Scott          | Geoff Morrell    |                 |
| Graham Berry          | Charles Tingwell | Uri István      |